# Rendern (Design)
Der Begriff Rendern (englisch to render, deutsch Bildsynthese) bezeichnet die Erstellung einer Grafik aus Rohdaten (wie z. B. Geoinformationen) oder einer Skizze.

## Produktentwicklung

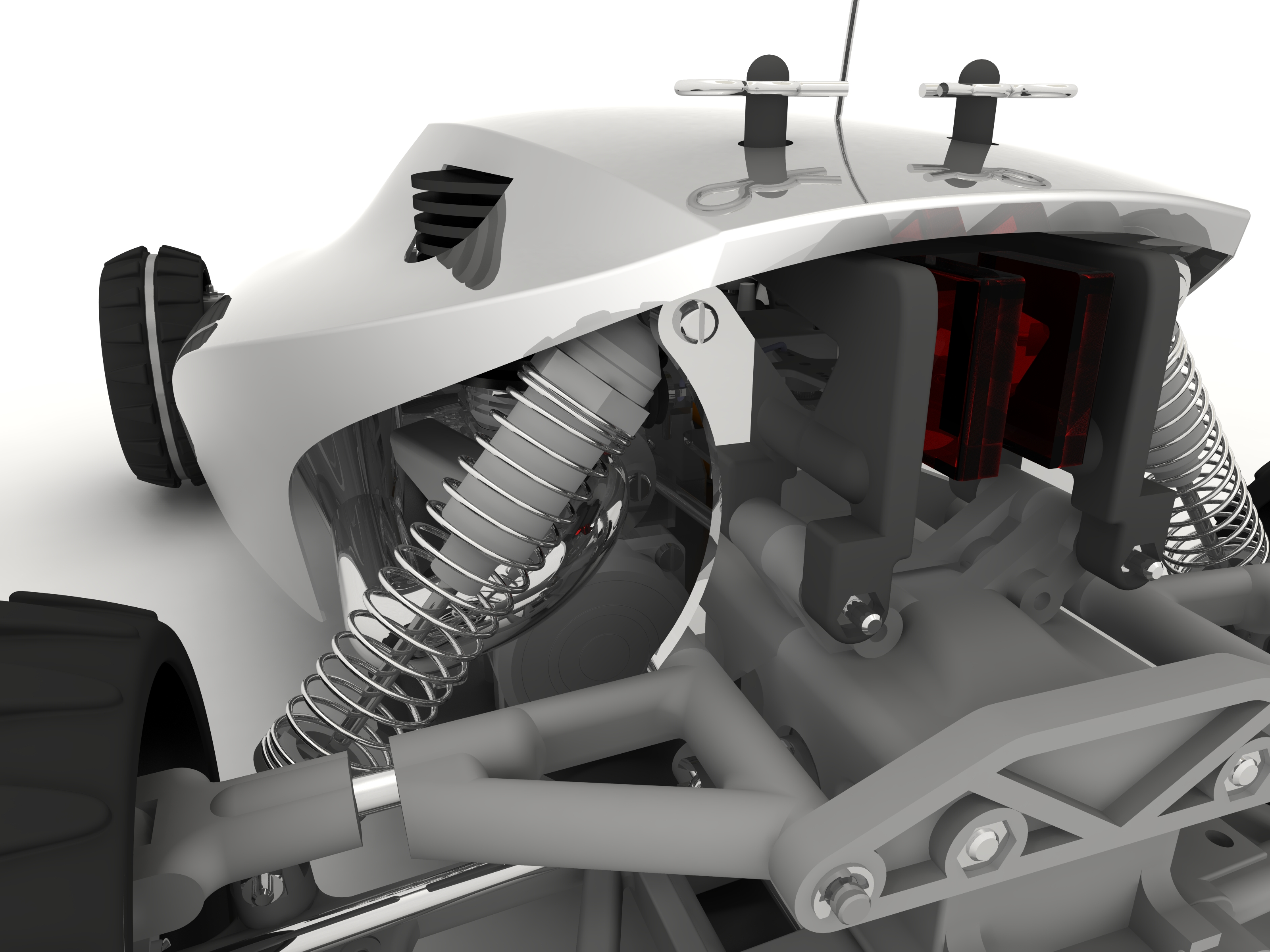
Rendering eines RC-Modellautos.

In der Produktentwicklung, insbesondere im Automobildesign, wird damit die Umsetzung einer oft vorher mit Bleistift oder Kugelschreiber angelegten Skizze in differenzierterer Darstellung bezeichnet. Die Umsetzung wird sowohl mit Markern (auf Alkohol- oder Wasserbasis) als auch mit Buntstiften oder Kreiden so angelegt (oft auch in Kombination), dass durch Modellierung natürlicher Phänomene wie Textur, Refraktion, Reflexion, Schatten usw. dem Betrachter ein Eindruck der Materialität, der Größe und Form vermittelt wird.

## Computergrafik

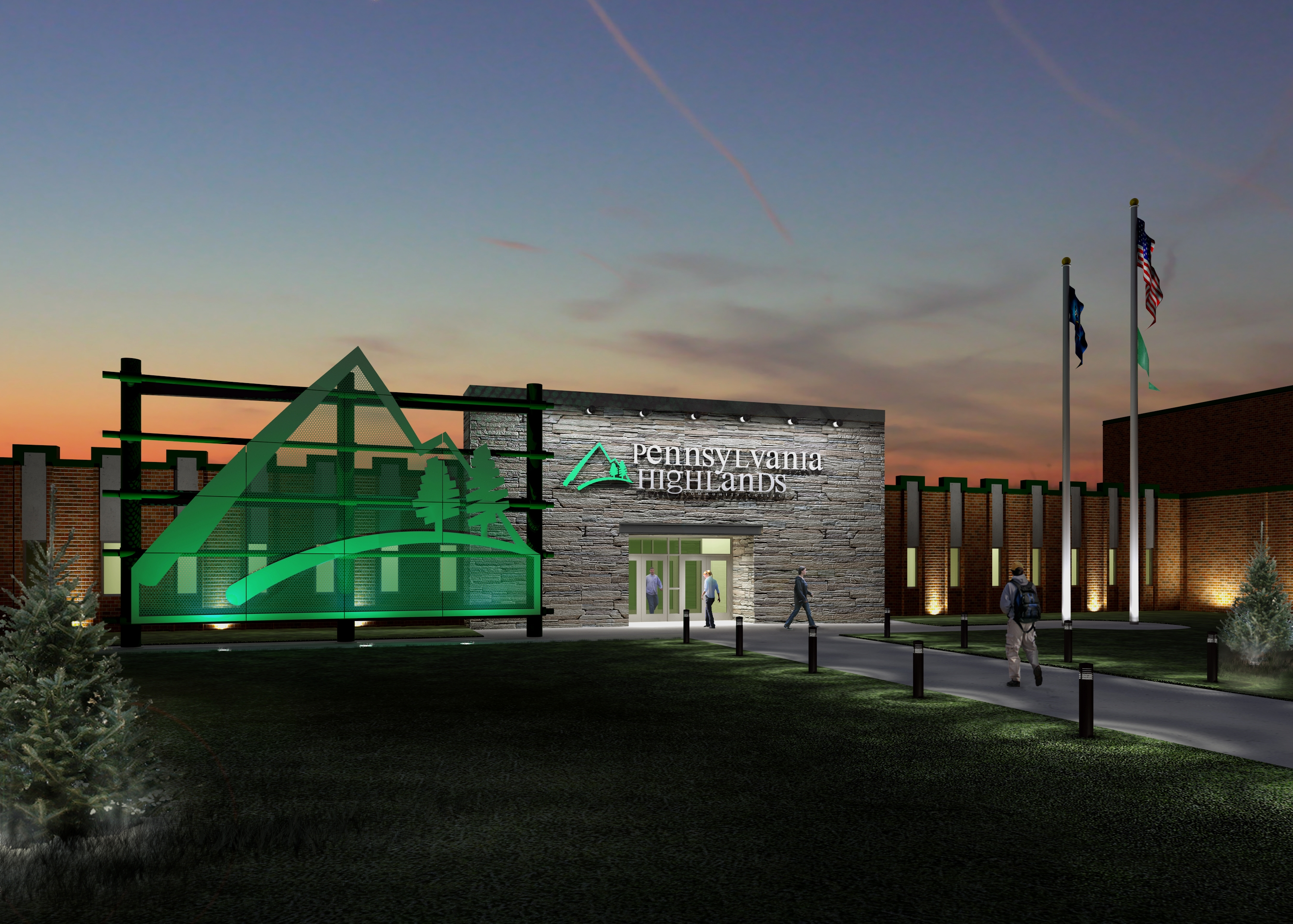
Rendering eines Gebäudes

Seit Mitte der 1990er Jahre wird dieser Vorgang vermehrt per Computergrafik mit entsprechender Software durchgeführt. Davon abgeleitet bezeichnet der Begriff in der Informationstechnik das endgültige Fertigstellen eines vorher programmierten (beispielsweise mit dem Programm POV-Ray) oder mit einem Designprogramm (wie z. B. Cinema 4D oder Blender) angefertigten Rohdesigns, das durch das Rendern erst zu einem endgültigen Bild wird. Schneideprogramme für Videos liefern erst einen zusammenhängenden Film, wenn der Rendervorgang abgeschlossen wurde. Rohdaten, die als Geoinformation z. B. aus Quellen des OpenStreetMap-Projektes stammen, werden zu geografischen Karten gerendert.

## Weblink
- Beispielfilm, Visualisierung der Entwurfsplanung für das neue Schiffshebewerk Niederfinow, doi:10.5446/16248